# Golden League 2006

## Golden League 2006
Golden League 2006 avgjordes med tävlingarna Bislett Games, Golden Gala, Meeting Gaz de France, Weltklasse Zürich, Memorial van Damme och ISTAF. Grenarna som är med på alla sex tävlingarna är 100 meter, 400 meter, 1 500 meter, 5 000 meter, längdhopp och spjut för herrar och 100 meter, 5 000 meter, 100 meter häck och höjdhopp för damer.

## Resultat

### Herrar
| Gren        | Bislett Games Bergen      | Meeting Gaz de France Paris | Golden Gala Rom               | Weltklasse Zürich Zürich     | Memorial van Damme Bryssel | ISTAF Berlin                 |
| 100 m       | Asafa Powell, JAM         | Asafa Powell, JAM           | Asafa Powell, JAM             | Asafa Powell, JAM            | Asafa Powell, JAM          | Asafa Powell, JAM            |
| 400 m       | Jeremy Wariner, USA       | Jeremy Wariner, USA         | Jeremy Wariner, USA           | Jeremy Wariner, USA          | Jeremy Wariner, USA        | Jeremy Wariner, USA          |
| 1 500 m     | Alex Kipchirchir, KEN     | Ivan Heshko, UKR            | Komen Daniel Kipchirchir, KEN | Augustine Kiprono Choge, KEN | Medhi Baala, FRA           | Augustine Kiprono Choge, KEN |
| 5 000 meter | Isaac Kiprono Songok, KEN | Kenenisa Bekele, ETH        | Kenenisa Bekele, ETH          | Kenenisa Bekele, ETH         | Kenenisa Bekele, ETH       | Kenenisa Bekele, ETH         |
| Längdhopp   | Irving Saladino, PAN      | Ignisious Gaisah, GHA       | Irving Saladino, PAN          | Irving Saladino, PAN         | Irving Saladino, PAN       | Irving Saladino, PAN         |
| Spjut       | Andreas Thorkildsen, NOR  | Tero Pitkämäki, FIN         | Andreas Thorkildsen, NOR      | Tero Pitkämäki, FIN          | Andreas Thorkildsen, NOR   | Andreas Thorkildsen, NOR     |

### Damer
| Gren     | Bislett Games Bergen        | Meeting Gaz de France Paris | Golden Gala Rom      | Weltklasse Zürich Zürich | Memorial van Damme Bryssel | ISTAF Berlin         |
| 100 m    | Debbie Ferguson, BAH        | Marion Jones, USA           | Sherone Simpson, JAM | Sherone Simpson, JAM     | Sherone Simpson, JAM       | Sherone Simpson, JAM |
| 400 m    | Sanya Richards, USA         | Sanya Richards, USA         | Sanya Richards, USA  | Sanya Richards, USA      | Sanya Richards, USA        | Sanya Richards, USA  |
| 5 000 m  | Tirunesh Dibaba, ETH        | Tirunesh Dibaba, ETH        | Tirunesh Dibaba, ETH | Tirunesh Dibaba, ETH     | Tirunesh Dibaba, ETH       | Meseret Defar, ETH   |
| 100 m h  | Brigitte Foster-Hylton, JAM | Susanna Kallur, SWE         | Susanna Kallur, SWE  | Michelle Perry, USA      | Michelle Perry, USA        | Virgina Powell, USA  |
| Höjdhopp | Blanka Vlašić, CRO          | Jelena Slesarenko, RUS      | Blanka Vlašić, CRO   | Venelina Veneva, BUL     | Tia Hellebaut, BEL         | Tia Hellebaut, BEL   |